# Emmanuel Ludwig von Fellenberg
Emmanuel Ludwig von Fellenberg (* 9. Januar 1811 in Bern; † 22. Juni 1878 ebenda) war ein Schweizer evangelischer Geistlicher.

## Leben

### Familie
Emmanuel Ludwig von Fellenberg entstammte einer ursprünglich aus Suhr im Aargau stammenden Berner Patrizierfamilie und war der Sohn des Ratsherrn Emmanuel Rudolf von Fellenberg (1780–1850), Appellationsrichter und Kleinrat. Er hatte zwei Brüder:
- Ludwig Rudolf von Fellenberg (* 17. März 1809 in Bern; † 13. Februar 1878 in Cannes)[2], Professor der Chemie an der Universität Lausanne und der Universität Bern;
- Albert Ferdinand von Fellenberg (* 4. Januar 1819 in Bern; † 5. Oktober 1902)[3], Sekretär der ökonomischen Gesellschaft in Bern.

Er war seit dem 18. September 1839 in erster Ehe mit Cecile (* 12. Februar 1815 in Bern; † 30. September 1854 ebenda) und in zweiter Ehe seit 1856 mit Wilhelmine (* 10. Januar 1822 in Bern; † 1900), die beide Töchter des Berner Salzverwalters David Bernhard Wild-de Larray (1764–1833) waren, verheiratet; seine Schwägerin Caroline Emilie Sophia Wild-de Larray (1823–1880) war mit dem Pfarrer Eduard von Wattenwyl verheiratet.

### Ausbildung
Er besuchte die von Philipp Emanuel von Fellenberg gegründete Erziehungsanstalt Hofwil, die mit ihrem Philanthropin eine gymnasiale und professionelle Ausbildung anbot; seinen  Konfirmationsunterricht erhielt er in Genf.
Er immatrikulierte sich an der Akademie Bern zu einem Theologiestudium. 1835 erfolgte seine Aufnahme in den Kirchendienst, und er setzte sein Theologiestudium an der Universität Bonn fort.

### Werdegang
Seit 1837 war Emmanuel Ludwig von Fellenberg Zuchthausprediger.
Er veröffentlichte, gemeinsam mit Eduard von Wattenwyl, 1847 eine erfolgreiche Schrift gegen die Berufung des liberalen Dozenten Eduard Zeller an die Theologische Fakultät der Universität Bern, die von der Evangelischen Gesellschaft herausgegeben wurde. In dieser Schrift bezichtigte er Eduard Zeller und die Regierung des Antichristentums, und mehrere unüberlegte Ausdrücke konnten als versteckte Angriffe auf die Regierung missdeutet werden. Zum Verhängnis wurde ihm aber der Schlusssatz, die christliche Untertanenpflicht könne nicht hindern, uns entschieden aufzulehnen gegen die Anmassung der Regierung, das Heiligthum anzutasten und den Glauben der Kirche für künftige Generationen durch Vergiftung des Lehrstandes zu untergraben.
1848 wurde er wegen seiner renitenten Haltung im Zellerhandel zu 20 Tagen Gefängnis und 80 Franken Busse verurteilt und seines Amtes enthoben.

### Geistliches Wirken
Emmanuel Ludwig von Fellenberg war als Mitarbeiter in zahlreichen gemeinnützigen Werken tätig und ein Mitglied des Münsterkirchgemeinderats und der bernischen Kantonssynode.

## Mitgliedschaften
- Emmanuel Ludwig von Fellenberg war Mitglied des Komitees der Evangelischen Gesellschaft und ab 1868 deren Präsident.

## Schriften (Auswahl)
- Eduard von Wattenwyl, Emmanuel Ludwig von Fellenberg: Dr. Zeller und seine Lehre. Genf 1847.
- Zurechtweisung in Betreff dem sich die wiederhergestellte apostolische Kirche nennenden Irwingianer. Rätzer, Bern 1856.
- Glaube und Unglaube in Betreff der Bibel und ihres Inhalts. Bern 1859.
- Christenthum in Kirche und Schule: Eine Mahnung. K. J. Wyss, Bern 1866.
- Kirchliche Zeitfragen. Huber & Comp., Bern 1874.